# Водное поло на чемпионате мира по водным видам спорта 2019
Соревнования по Водному поло на Чемпионате мира по водным видам спорта 2019 будут проходить с 14 по 27 июля 2019 года в Кванджу, Южная Корея.

## Расписание
Пройдут два соревнования среди мужчин и женщин.
Дано корейское время (UTC+9).
| Дата         | Время | Стадия                              |
| ------------ | ----- | ----------------------------------- |
| 14 июля 2019 | 08:30 | Групповой раунд                     |
| 15 июля 2019 | 08:30 | Групповой раунд                     |
| 16 июля 2019 | 08:30 | Групповой раунд                     |
| 17 июля 2019 | 08:30 | Групповой раунд                     |
| 18 июля 2019 | 08:30 | Групповой раунд                     |
| 19 июля 2019 | 08:30 | Групповой раунд                     |
| 20 июля 2019 | 10:30 | Плей-офф/Дополнительные матчи       |
| 21 июля 2019 | 10:30 | Плей-офф/Дополнительные матчи       |
| 22 июля 2019 | 08:00 | Четвертьфиналы/Дополнительные матчи |
| 23 июля 2019 | 08:00 | Четвертьфиналы/Дополнительные матчи |
| 24 июля 2019 | 09:30 | Полуфиналы/Дополнительные матчи     |
| 25 июля 2019 | 09:30 | Полуфиналы/Дополнительные матчи     |
| 26 июля 2019 | 14:00 | Женский финал                       |
| 27 июля 2019 | 14:00 | Мужской финал                       |

## Медальный зачёт
| Команда                      | Золото | Серебро | Бронза    |
| ---------------------------- | --- | ------- | --------- |
| Мужской турнир см. подробнее | Италия Маттео Айкарди Микаэль Бодегас Марко Дель Лунго Франческо Ди Фульвио Эдоардо Ди Сомма Винченцо Дольче Гонсало Эченике Никколо Фигари Пьетро Фильоли Стефано Луонго Джанмарко Никозия Винченцо Ренцуто Алессандро Велотто | Испания | Хорватия  |
| Женский турнир см. подробнее | США | Испания | Австралия |